# Pavol Cicman
Pavol Cicman (ur. 30 stycznia 1985) – słowacki piłkarz występujący na pozycji pomocnika lub napastnika.

## Kariera
Cicman rozpoczynał karierę w juniorskiej sekcji Tatrana Preszów. W 2005 roku został włączony do kadry pierwszego zespołu. Po dwóch latach trafił na wypożyczenie do MFK Goral Stará Ľubovňa. Następnie, po okresie spędzonym w tym klubie został wypożyczony do 1. HFC Humenné, a potem dwukrotnie − do MFK Dolný Kubín. Łącznie w drużynie z Preszowa zagrał 13 spotkań w lidze słowackiej. Z zespołem rozstał się definitywnie w 2011 roku.
Przed sezonem 2011/12 Cicman przeszedł do Piasta Gliwice.
Po roku świętował z gliwiczanami awans do Ekstraklasy.
W 2014 roku odszedł do Siarki Tarnobrzeg, a w 2015 do Bohemians 1905. Grał też w FK Senica i 1. FK Svidník.

## Sukcesy
- I liga: 2011/12